# Rogstabodsjön
Rogstabodsjön är en sjö i Bergs kommun och Ånge kommun i Jämtland och ingår i Indalsälvens huvudavrinningsområde. Sjön har en area på 0,18 kvadratkilometer och ligger 411,1 meter över havet. Sjön avvattnas av vattendraget Strulån.

## Delavrinningsområde
Rogstabodsjön ingår i det delavrinningsområde (694522-144770) som SMHI kallar för Utloppet av Strulsjön. Medelhöjden är 405 meter över havet och ytan är 23,58 kvadratkilometer. Det finns inga avrinningsområden uppströms utan avrinningsområdet är högsta punkten. Strulån som avvattnar avrinningsområdet har biflödesordning 3, vilket innebär att vattnet flödar genom totalt 3 vattendrag innan det når havet efter 308 kilometer. Avrinningsområdet består mestadels av skog (82 procent). Avrinningsområdet har 0,48 kvadratkilometer vattenytor vilket ger det en sjöprocent på 2 procent.